# Mukendi Mbuyi
Mukendi Mbuyi, née le 26 avril 1960, est une joueuse de république démocratique du Congo de basket-ball. Elle participe au tournoi féminin des Jeux olympiques d'été de 1996.